# Fisica dell'atmosfera

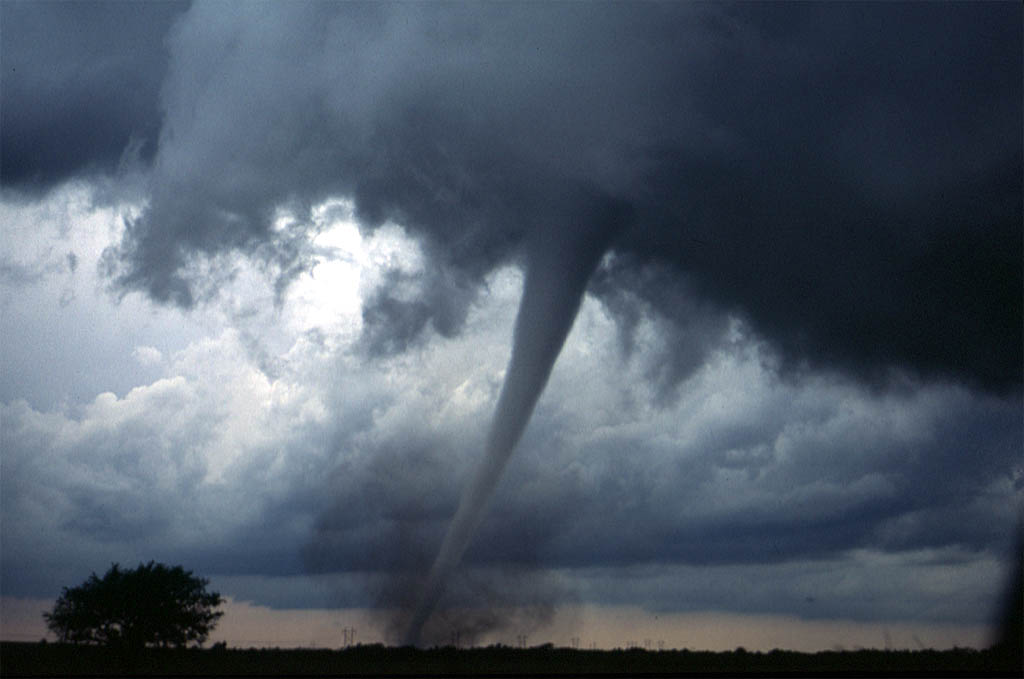
Tornado in formazione in Oklahoma

La fisica dell'atmosfera è la branca della geofisica e delle scienze dell'atmosfera che studia l'atmosfera dei pianeti gassosi ed in particolar modo l'atmosfera terrestre e i suoi fenomeni, rientrando dunque nelle scienze dell'atmosfera. I fisici atmosferici cercano di creare modelli matematici dell'atmosfera terrestre e di altri pianeti usando le equazioni della dinamica dei fluidi, modelli chimici, bilanciamento della radiazione, e processi di trasferimento radiativo e convettivo dell'energia in atmosfera, elementi della teoria dello scattering, modelli di propagazione delle onde, fisica delle nubi, termodinamica dell'atmosfera, meccanica statistica e statistica spaziale. La fisica dell'atmosfera è strettamente legata alla meteorologia e alla climatologia ed include anche la progettazione e la costruzione di strumenti per lo studio dell'atmosfera e l'interpretazione dei dati ottenuti, includendo gli strumenti per il telerilevamento.

## Descrizione

Flussi radiativi in atmosfera terrestre

### Radiazione

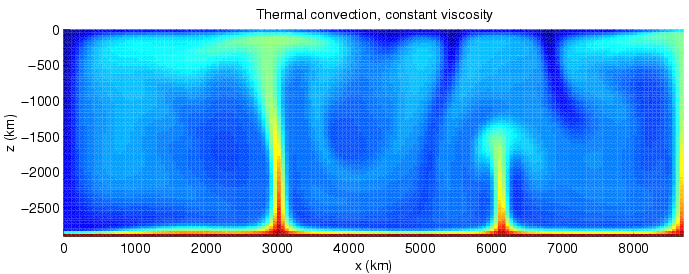
Convezione

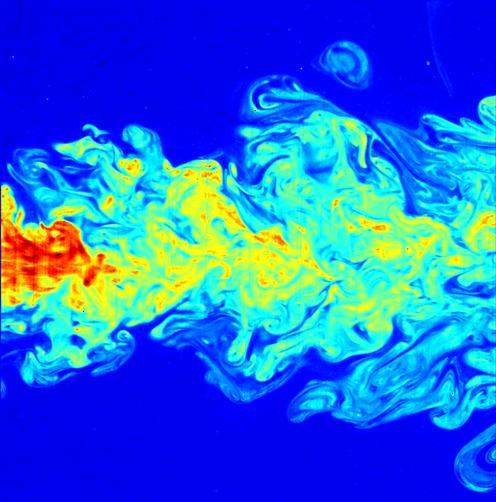
Flusso turbolento

Il Sole emette radiazione elettromagnetica a varie frequenze (radiazione solare), tuttavia la massima energia viene emessa nel campo della luce visibile che ha lunghezza d'onda tra 0,4 e 0,7 micrometri. Lunghezze d'onda minori sono tipiche della parte dello spettro denominata radiazione ultravioletta (UV), mentre quelle maggiori sono raggruppate nella parte dello spettro radiazione infrarossa. L'ozono è particolarmente utile nell'assorbire la radiazione di circa 0,25 micrometri. Questo accresce la temperatura della vicina stratosfera. Una parte della radiazione solare che arriva sulla Terra subisce parzialmente la riflessione da parte della superficie terrestre. Tale riflessione si chiama albedo. La neve riflette l'85% della radiazione, mentre la sabbia riflette il 25%, l'acqua solo il 5% della radiazione. Più inclinato è l'angolo tra l'atmosfera e i raggi solari, più sarà probabile che l'energia venga riflessa o assorbita dall'atmosfera stessa.

### Geofluidodinamica
Lo studio fisico-matematico dei flussi a larga scala (es. scala sinottica e mesoscala) è oggetto di studio da parte della fluidodinamica applicata al sistema terrestre ovvero la geofluidodinamica che fa largo uso delle equazioni primitive dei moti climatici derivate in larga misura dalle equazioni di Navier Stokes.

### Fisica delle nubi

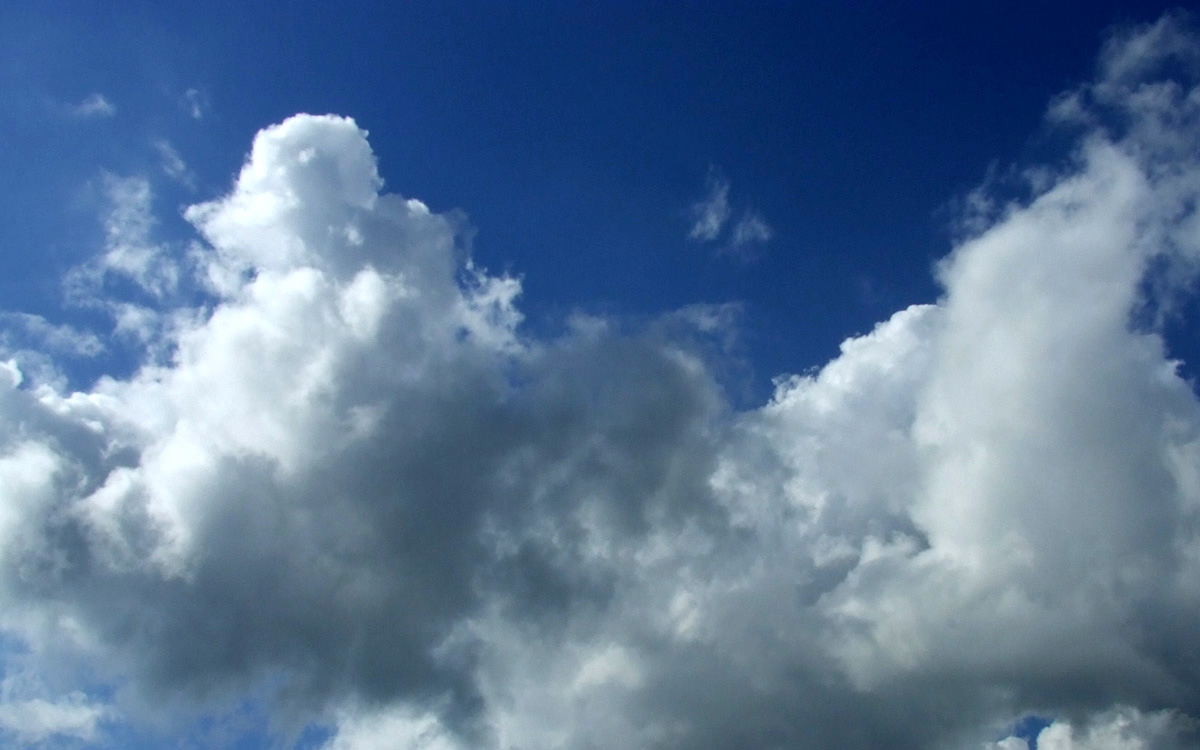
Nube di vapore acqueo

La fisica delle nubi (detta anche microfisica) si occupa dello studio dei processi che conducono alla formazione, crescita (nuvole "calde") e precipitazione delle nuvole.
Le nuvole sono composte da gocce microscopiche di acqua (nuvole "calde"), sottili cristalli di ghiaccio, o da entrambi (nuvole a fase mista). In condizioni opportune, le gocce si combinano originando una precipitazione, durante la quale esse possono raggiungere la terra. La meccanica precisa di come si formi e cresca una nuvola non è completamente nota, ma gli scienziati hanno sviluppato teorie in grado di spiegare la struttura delle nuvole tramite lo studio della microfisica delle singole gocce. Gli sviluppi della tecnologia radar e satellitare hanno anche consentito lo studio preciso delle nubi su larga scala.

### Elettricità atmosferica

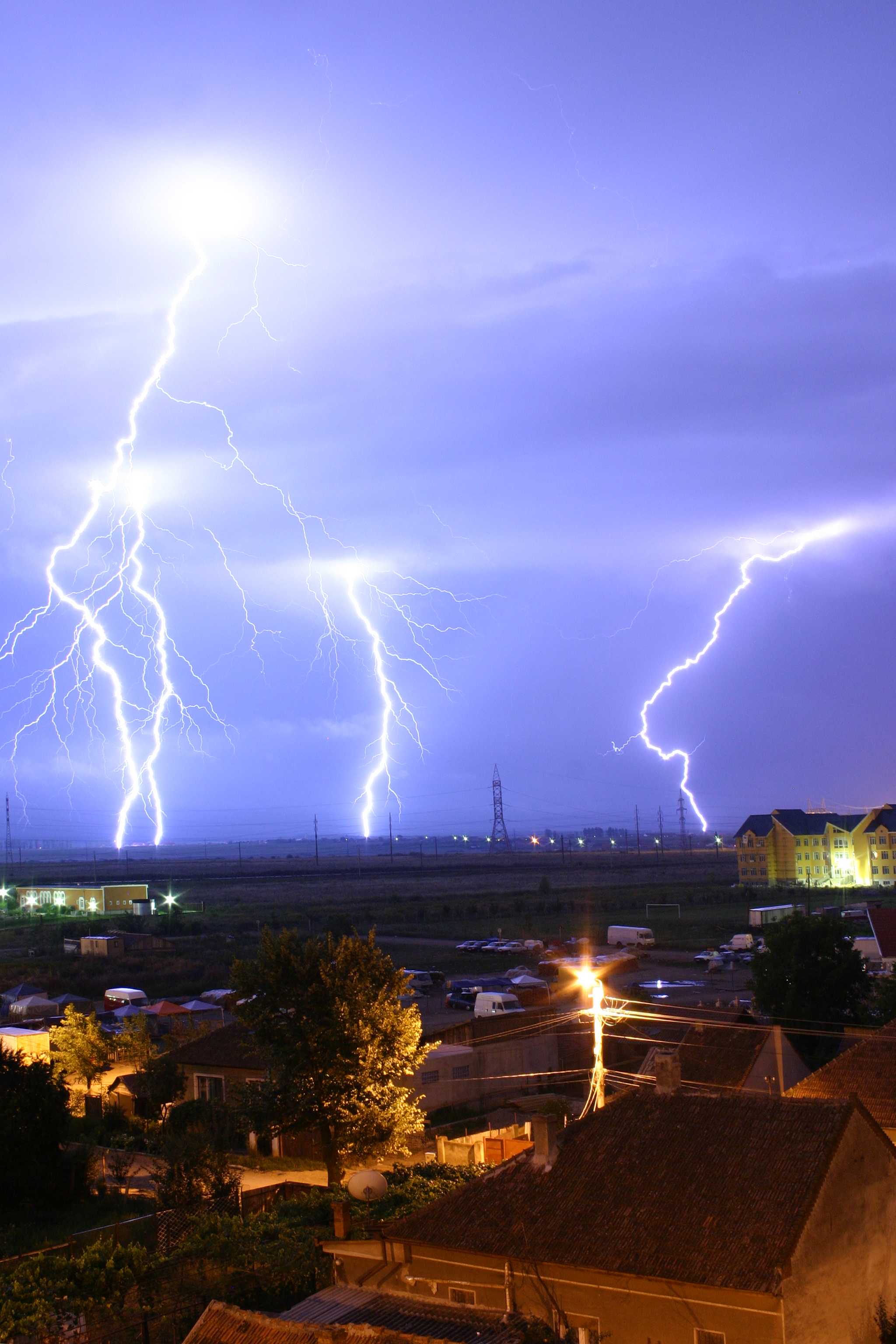
Fulmine che si diparte da una nube e raggiunge la terra attraverso il circuito elettrico globale atmosferico.

L'elettricità atmosferica consiste nelle variazioni diurne regolari del circuito elettromagnetico atmosferico della Terra (o, in senso più ampio, ogni sistema elettrico dei pianeti nei loro strati dell'atmosfera). La superficie terrestre, la ionosfera e l'atmosfera sono noti come circuito elettrico atmosferico globale. La manifestazione più evidente dell'elettricità atmosferica sono i fulmini; questi scaricano 30.000 ampere, a più di 100 milioni di volt, ed emettono luce, onde radio, raggi X e persino raggi γ. Il plasma generato da un fulmine può arrivare a temperature di 28.000 K e la densità di elettroni può superare il valore di 1024/m³.

## Centri di ricerca
In Italia, la ricerca è condotta principalmente dall'Istituto di scienze dell'atmosfera e del clima (ISAC). Nel Regno Unito, gli studi atmosferici sono sostenuti dal Met Office. Divisioni statunitensi del National Oceanic and Atmospheric Administration (NOAA) (famosi sono il Geophysical Fluid Dynamics Laboratory (GFDL) e lo Space Weather Prediction Center (SWPC)) coordinano i progetti di ricerca e l'elaborazione di modelli meteorologici e climatici sulla base della fisica atmosferica. Negli Stati Uniti si occupa a tutto campo di ricerca in scienze atmosferiche anche National Center of Atmospherich Research (NCAR), il National Astronomy and Ionosphere Center (NAIC) conduce anche studi sull'alta atmosfera, mentre il NCEP si occupa di fornire previsioni meteorologiche e ambientali.